# Ekiben

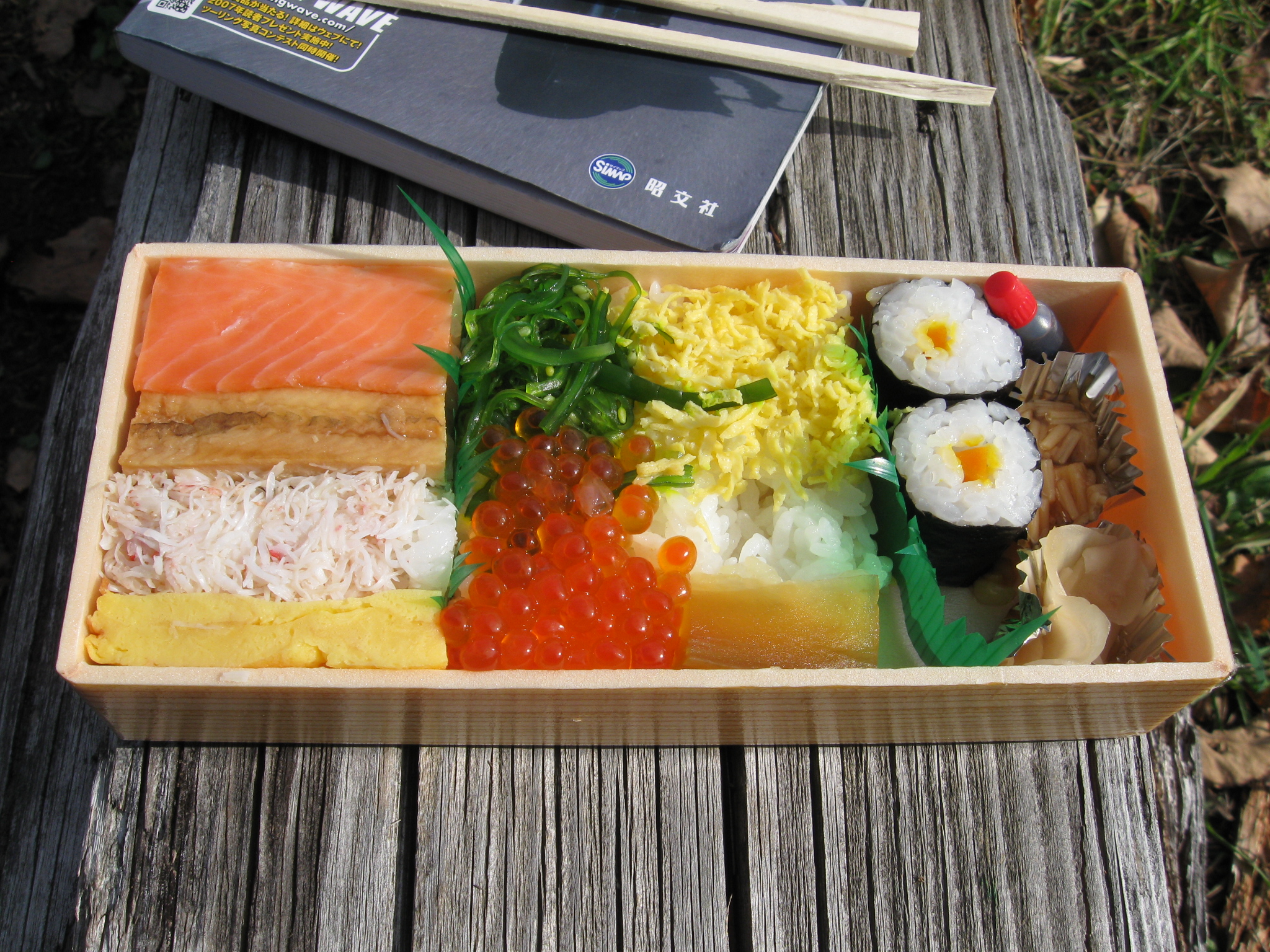
Aufwendiges Ekiben vom Bahnhof Asahikawa mit umfangreichem Inhalt

Ekiben (jap. 駅弁 ‚Bahnhofs-Ben[tō]‘) sind eine Art Bentō-Gerichte der japanischen Küche, die in Japan in Eisenbahnzügen und auf Bahnhöfen verkauft werden. Früher war es ein einfaches Gericht aus Reisklößchen („Reisknödel“) mit einer Füllung aus Umeboshi, die in ein Bambusblatt verpackt waren.
Das erste Ekiben wurde am Bahnhof Utsunomiya 1885 verkauft.
Heute kann man viele Arten Ekiben im Bahnhofsgebäude, auf den Bahnsteigen oder im Zug kaufen. Ihnen sind, soweit zum Verzehr nötig, Wegwerf-Essstäbchen beigepackt. Oft wird auch heißer oder kalter Tee dazu angeboten.
Ekiben-Behälter können sehr aufwendig aus Kunststoff, Holz oder Keramik gestaltet sein. Verschiedene Bahnhöfe sind wegen ihrer schmackhaften Ekiben aus lokalen Spezialitäten bekannt.